# Kim Jong-song
Kim Jong-song est un footballeur nord-coréen né le 23 avril 1964. Il évoluait au poste d'attaquant. reconverti entraîneur